# Matrimonio e desideri
Matrimonio e desideri (블랙의 신부?, Beuraeg-ui sinbuLR; lett. "La sposa di Black") è una serie televisiva sudcoreana distribuita su Netflix il 15 luglio 2022.

## Trama
Seo Hye-seung, che ha perso la sua vita da casalinga del ceto medio a Gangnam in un istante, incontra nuovamente la donna che le ha sconvolto la vita da Rex, un'agenzia matrimoniale per ricchi, e decide di vendicarsi.

## Personaggi e interpreti
- Seo Hye-seung, interpretata da Kim Hee-sun, doppiata da Jolanda Granato.[3]
- Lee Hyeong-joo, interpretato da Lee Hyun-wook, doppiato da Alessio Puccio.[3]
- Jin Yoo-hee, interpretata da Jung Yoo-jin, doppiata da Gemma Donati.[3]
- Choi Yoo-seon, interpretata da Cha Ji-yeon, doppiata da Laura Lenghi.[3]
- Cha Seok-jin, interpretato da Park Hoon, doppiato da Luca Mannocci.[3]